# Santo Amaro (Bahia)
Santo Amaro è un comune del Brasile nello Stato di Bahia, parte della mesoregione Metropolitana de Salvador e della microregione di Santo Antônio de Jesus.